# Cravo (instrumento musical)
Cravo é a designação dada a qualquer dos membros de uma família europeia de instrumentos musicais de tecla, incluindo os grandes instrumentos comumente chamados de cravos, que são o clavecino também chamado de clavicêmbalo, mas também os menores: virginal, o virginal muselar e a espineta. Todos esses instrumentos pertencem ao grupo das cordas pinçadas, ou seja, geram o som tangendo ou beliscando uma corda ao invés de percuti-la como no piano ou no clavicórdio. Acredita-se que a família de instrumentos desse tipo se originou quando um teclado foi anexado a um saltério, fornecendo um meio mecânico para tanger as cordas. O tipo de instrumento que em português, é chamado de cravo é geralmente chamado de clavicembalo ou simplesmente cembalo em italiano, e esta última palavra também é geralmente utilizada em alemão. A palavra francesa tipicamente usada é clavecin. Confusamente, a palavra mais utilizada na Espanha para o cravo é clavicordio, gerando confusão com o clavicórdio. Por essa razão, nos círculos musicais espanhóis, os locutores utilizam a palavra italiana ou, mais comumente, a palavra francesa.
Um cravista é um músico que toca o cravo.

## História

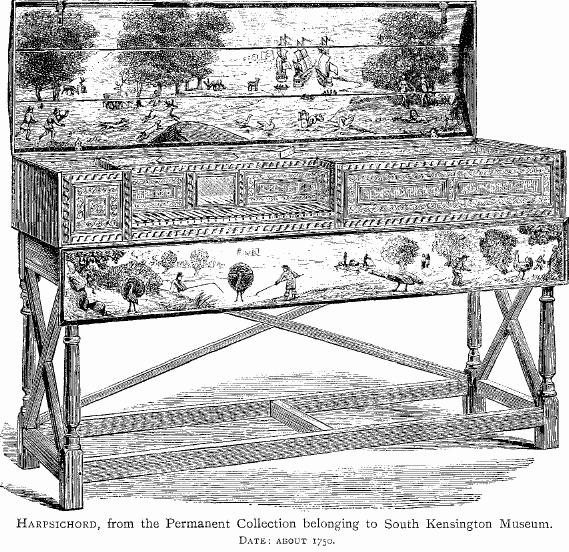
Virginal, provavelmente inglês, fins do século XVII

A origem do cravo é obscura, mas sabe-se que surgiu em algum momento da alta Idade Média ou na Idade Média tardia. As mais antigas referências escritas ao instrumento datam dos anos 1300 e é possível que o cravo tenha sido inventado naquele século. O primeiro cravo conhecido era chamado de clavicêmbalo, dotado de apenas um teclado com no máximo quatro oitavas e sem amortecedores para as cordas. Sua caixa tem a forma de asa e por ser pequena o tornava um instrumento portátil comparado ao seus sucessores. Esta era uma época na qual os avanços na fabricação de  mecanismos e outras formas de antigas máquinas pré-modernas estavam sendo desenvolvidas e, portanto, uma época apropriada para a invenção daqueles aspectos que diferenciam o cravo do saltério. Um  manuscrito latino sobre instrumentos musicais, de autoria de Henri Arnault de Zwolle, c. 1440, inclui diagramas detalhados de um pequeno cravo e de três tipos de movimentos de ação dos ganchos. O termo clavicêmbalo foi posteriormente atribuído ao clavecino, a construção de cravo mais sofisticada; com a caixa em asa, com registros diversos (conjuntos de cordas associadas para uma tecla) e podendo ter mais de um teclado, além de abafadores para a imitação de instrumentos como alaúde, bem como acopladores de manuais ou oitavas.

### Itália
O cravo mais antigo, completo, ainda preservado, veio da Itália, o exemplar mais velho tendo sido datado de 1521. A Real Academia de Música em Londres possui um instrumento de curiosa forma vertical. Infelizmente, ele não funciona. Entretanto, esses primitivos instrumentos italianos não lançam qualquer luz sobre a origem do cravo uma vez que representam uma forma já bastante aperfeiçoada do instrumento. Os fabricantes italianos do cravo construíram instrumentos de manual simples (um único teclado), de construção muito leve e relativamente pouca tensão nas cordas. Este desenho sobreviveu entre os fabricantes italianos durante séculos, com muito pouca alteração. Os instrumentos italianos são considerados agradáveis mas discretos quanto ao seu tom e são apropriados para acompanhamento de cantores ou outros instrumentos.  Próximo ao final do período histórico, instrumentos maiores e mais elaborados foram construídos, principalmente por Bartolomeo Cristofori.

### Flandres

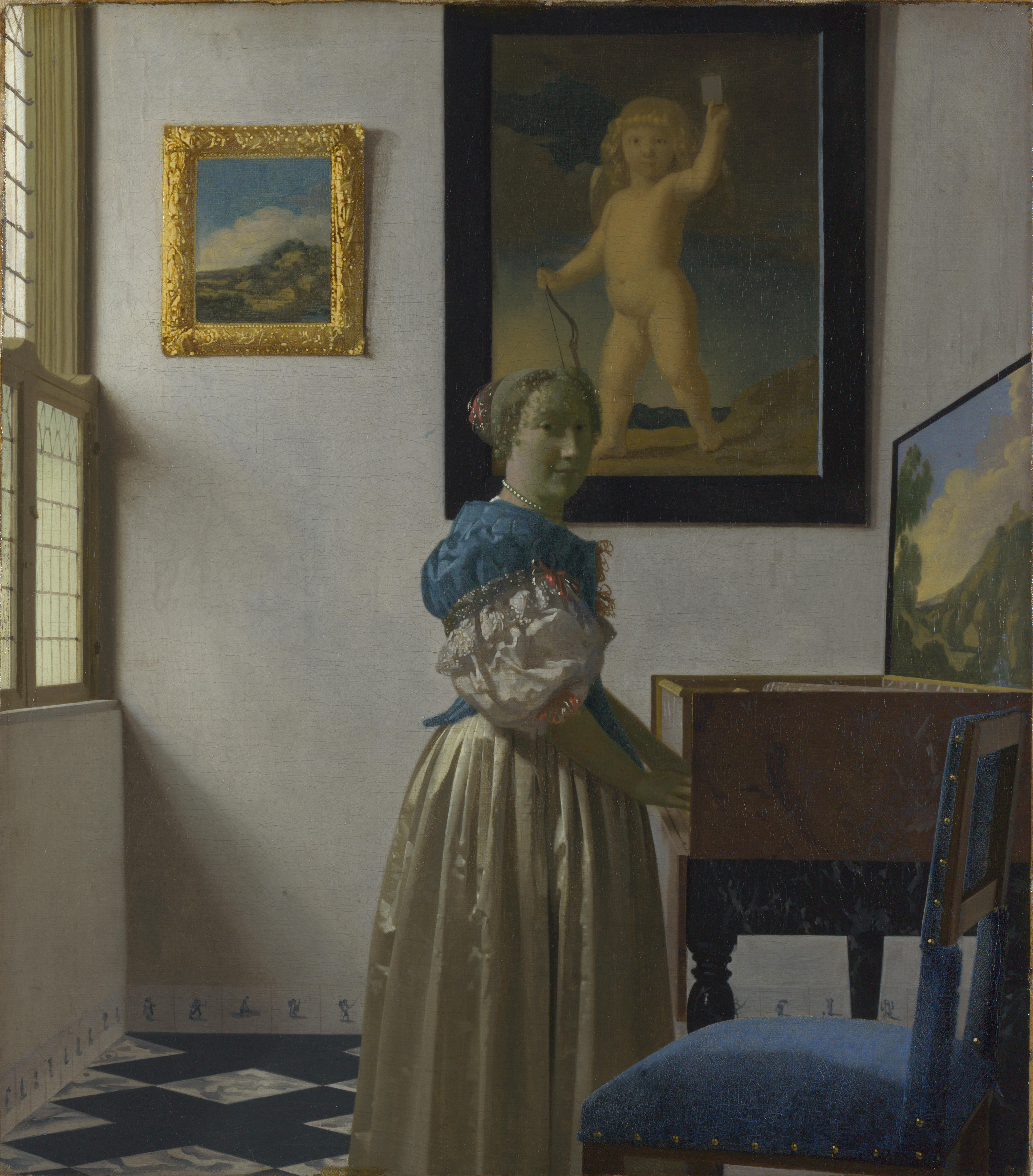
Uma dama em pé junto a um virginal, de Jan Vermeer van Delft

Uma revolução na técnica de construção do cravo ocorreu em Flandres em algum momento durante 1580 com o trabalho de Hans Ruckers e seus descendentes, inclusive Ioannes Couchet. O cravo Ruckers era construído de maneira mais resistente do que os italianos. Devido ao fato de utilizarem cordas mais longas (sempre os dois conjuntos básicos de cordas: uma de 2,5 metros (8 pés) e outra de 1,3 metros (4 pés), embora ocasionalmente pudessem utilizar duas cordas de 2,5 metros (8 pés)), maior tensão nas cordas e uma caixa mais pesada junto com uma caixa de ressonância de abeto, bastante esbelta e responsiva. O tom era mais sustentável do que o do cravo italiano e foi largamente copiado pelos fabricantes de cravo na maioria das outras nações. Os fabricantes flamengos também desenvolveram um tipo de cravo de manual duplo (dois teclados) que inicialmente era usado meramente para permitir a fácil transposição, no intervalo de quarta, ao invés de aumentar a faixa expressiva do instrumento. Entretanto, mais tarde, no século XVII, o manual adicional foi também usado para contraste do tom, com a possibilidade de duplicar os registros de ambos os manuais para se obter um som mais cheio. Os cravos flamengos com freqüência são elaboradamente pintados e decorados.

### França

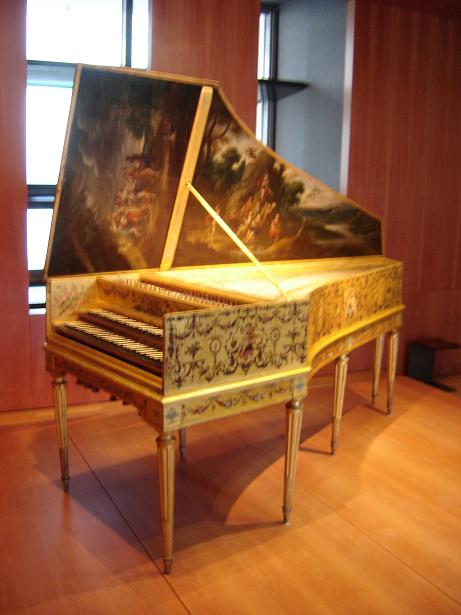
Cravo Ruckers-Taskin, (Paris, Musée de la Musique)

O instrumento flamengo foi mais desenvolvido na França, no século XVIII, principalmente com o trabalho da família Blanchet e seu sucessor, Pascal Taskin. Estes instrumentos franceses imitaram o projeto flamengo mas tiveram a extensão seu teclado aumentada de cerca de quatro para cerca de cinco oitavas. Adicionalmente, os instrumentos franceses de manual duplo além de usarem seus manuais para transposição, os empregavam também para variar a combinação de  paradas sendo utilizadas (isto é, a corda  a ser beliscada). O cravo francês do século XVIII é freqüentemente considerado um dos apogeus do projeto do cravo e é largamente adotado na construção dos instrumentos modernos.
Um aspecto impressionante da tradição francesa do século XVIII era sua quase obsessão com pelos cravos Ruckers. Num processo conhecido como grand ravalement, muitos dos instrumentos Ruckers sobreviventes foram montados e remontados com novo material de ressonância e construção da caixa que acrescentou uma oitava à extensão original do teclado. Considera-se que muitos dos cravos que, na época, se diziam restaurações Ruckers eram fraudulentos a despeito de poderem ser, de direito, considerados instrumentos soberbos. Um processo mais básico foi o chamado petit ravalement, no qual os teclados e os conjuntos de cordas, mas não a caixa, foram modificados.

### Inglaterra
Para a Inglaterra, o cravo teve relevância durante a Renascença para o grande grupo de compositores importantes que escreveram para ele, mas, aparentemente, muitos dos instrumentos, na época, eram importados da Itália. Os cravos construídos na Inglaterra só ganharam notoriedade no século XVIII, com o trabalho de dois fabricantes emigrantes, Jacob Kirckman (da Alsácia) e Burkat Shudi (da Suíça). Os cravos destes fabricantes, construídos para uma elite social próspera e em expansão, eram notáveis por seu tom poderoso e exótico devido às caixas de madeira compensada. O som dos cravos Kirckman e Shudi impressionaram muitos ouvintes, mas o sentimento de que eles afetavam negativamente a música, fez com que muito poucos instrumentos tenham sido fabricados segundo o seu modelo. A firma Shudi passou para o genro de Shudi, John Broadwood, que o adaptou para a fabricação de pianos e se tornou uma força criadora no desenvolvimento daquele instrumento.

### Alemanha
Os fabricantes alemães de cravos adoptaram ligeiramente o modelo francês, mas com interesse  especial  em conseguir uma variedade de sonoridades, talvez porque alguns dos mais eminentes construtores alemães fossem também construtores do órgão de tubos. Alguns cravos alemães incluem um coro de cordas de 2 pés, isto é, cordas afinadas duas oitavas acima do conjunto primário. Uns poucos chegaram mesmo a incluir um registros de 16 pés, afinados uma oitava abaixo dos coros principais de 8 pés. Um cravo alemão preservado, tem até manual triplo para controlar as muitas combinações de cordas que estavam disponíveis. Os registros de 2 pés e de 16 pés do cravo alemão, não são apreciados pelos cravistas modernos que tendem a preferir o tipo francês de instrumento.

### Obsolescência e Renascimento
No ponto máximo de seu desenvolvimento, o cravo perdeu para o piano o favoritismo que desfrutava. O piano rapidamente evoluiu a partir de suas origens semelhantes ao cravo e o conhecimento tradicional, acumulado, dos construtores de cravo gradualmente se dissipou.
No início do século XX, um interesse despertado por interpretações de época, tendo a renomada, energética e atualmente, algumas vezes, controversa Wanda Landowska como sua porta-voz,  resultou no renascimento do cravo. Nas primeiras décadas de seu renascimento, os cravos então construídos foram fortemente influenciados pelo moderno piano de cauda, principalmente quanto ao uso de pesadas armações de metal, de longe muito mais robustas do que o necessário para suportar a tensão das cordas do cravo. Este foi o instrumento que os fabricantes parisienses de piano Pleyel construíram para Mme. Landowska. Os construtores incluíram registros de 16 pés nesses instrumentos para abafar o som, uma prática relativamente incomum dos construtores alemães do século XVIII.
A partir de meados do século XX, a construção de cravos tomou um novo ímpeto quando uma nova geração de fabricantes procurou os métodos de projeto e construção dos séculos passados. Este movimento foi liderado, entre outros por Frank Hubbard e William Dowd, trabalhando em Boston, Arnold Dolmetsch, sediado em Surrey no Reino Unido e Martin Skowroneck, trabalhando em Bremen, Alemanha.  Estes peritos-construtores estudaram e inspecionaram muitos instrumentos antigos e consultaram o material escrito no período histórico, disponível, sobre cravos. Hoje os cravos que se baseiam nos princípios redescobertos dos antigos fabricantes dominam o cenário e são construídos em oficinas ao redor do mundo. As oficinas também constroem kits que são montados na sua forma final por amadores entusiastas.

## Funcionamento
O modo de funcionar é o mesmo em todos os cravos:

Visão esquemática de um cravo 2x8 de manual simples. 1) tecla, 2) batente do nome, 3) placa do nome 4) pinos de afinação, 5) porca, 6) trilho do saltador, 7) registros superiores, 8) corda, 9) cavalete, 10) pino de sustentação, 11) revestimento, 12) curvatura lateral, 13) moldura, 14) placa de som, 15) folga, 16) trilho interno superior, 17) saltador, 18) trilho interno inferior, 19) base, 20) cavalete, 21) pino guia, 22) registros inferiores, 23) prancha de afinação, 24) pino balanceador, 25) estrutura do teclado.

- A tecla é um pivô simples que oscila em torno de um pino que a atravessa.
- O Saltador é uma peça de madeira, fina, retangular que se assenta sobre a extremidade final da tecla. É mantido no lugar por duas guias (superior e inferior) que são duas longas peças de madeira com furos através dos quais os saltadores possam passar.

Parte superior de um saltador. 1) corda, 2)eixo da lingüeta, 3) lingüeta, 4) plectro, 5) amortecedor.

- No saltador, um plectro projeta-se quase horizontalmente (normalmente, o plectro está colocado num pequeno ângulo para cima) e passa sob a corda. Historicamente, os plectros eram fabricados de penas de corvo ou couro embora a maioria dos cravos modernos utilizem um plástico (delrin or celcon).
- Quando a parte da frente da tecla é pressionada (2) a parte de trás é levantada, o saltador é levantado e o plectro faz a corda vibrar (3).

Funcionamento do saltador. A) Saltador na posição normal. O amortecedor está encostado à corda para evitar sua vibração. B) Quando uma tecla é pressionada, o saltador é levantado e o plectro toca a corda e começa a se dobrar. C) O plectro tange a corda, que emite uma vibração (som). O saltador atinge o trilho do saltador. D) Quando a mão do intérprete libera a tecla, o saltador cai de volta, sob a ação do próprio peso e o plectro se inclina para trás, para permitir que passe pela corda sem tocá-la. 1) trilho superior, 2) feltro, 3) amortecedor, 4) corda, 5) plectro, 6) lingüeta, 7) eixo da lingüeta, 8) mola, 9) saltador, 10) rotação da lingüeta.

- Quando a tecla volta à sua posição de repouso, o saltador cai, descendo pela ação do próprio peso, e os pivôs do plectro se curvam para trás permitindo que ele passe pela corda (4) sem tocá-la. Isto se torna possível porque o plectro está fixado a uma lingüeta que, por sua vez, está presa por uma articulação e uma mola ao corpo do saltador.
- Na parte de cima do saltador, um amortecedor de feltro encosta na corda impedindo-a de vibrar quando a tecla não está pressionada (1).

### Controlando múltiplos coros de cordas
Num aspecto em que os cravos variam muito, é nos mecanismos que controlam que coro de cordas deverá soar quando as teclas forem pressionadas. Geralmente um conjunto de cordas pode ser "desligado" movendo um pouco para os lados o registro superior (através do qual seus saltadores  deslizam), impedindo desse modo que o plectro toque as cordas. Nos instrumentos mais simples, esta função é realizada manualmente, mas à medida que o cravo evoluiu, surgiram várias invenções que facilitaram a mudança dos registros, por exemplo, com alavancas próximas ao teclado, alavancas na altura dos joelhos e pedais.
Em instrumentos que tivessem mais de um manual (teclado), os fabricantes freqüentemente arranjaram disposições em que as notas de um manual podiam, opcionalmente, ser tocadas com o outro manual. O sistema mais flexível foi o sistema francês de acoplamento por empurra, no qual o manual mais baixo pode deslizar para frente e para trás, e, na posição para trás, ganchos presos à superfície  superior do manual inferior agarram a superfície inferior das teclas do manual superior, fazendo-as tocar. Dependendo da escolha do teclado e da posição de acoplamento, o executante poderia selecionar o conjunto de saltadores rotulados como A, B ou C ou todos os três.

Acoplamento francês por empurra. 1) pino de balanceamento, 2)&5) guia inferior (fixa), 3) saltadores, 4) gancho de acoplamento, S) tecla superior, I) tecla inferior. À esquerda: teclados não acoplados. A tecla superior pressionada levanta o saltador. A tecla inferior pressionada levanta os saltadores B e C. À direita: O teclado superior está acoplado ao inferior ao se puxar este último. Ao ser pressionada tecla superior, o saltador A é levantado. Ao pressionar o teclado inferior, são levantados os saltadores A, B e C.

O sistema inglês de saltadores tipo "perna de cão" ("dogleg") era menos flexível, na medida em que os manuais ficavam imóveis. O formato em perna de cão do conjunto de saltadores rotulados como A, permitiam que os saltadores A fossem tocados por ambos os teclados, mas o manual inferior tocava obrigatoriamente os três conjuntos e não podia tocar apenas o conjunto B e C, como no caso do acoplamento francês por empurra.

Saltador perna de cão, Sistema inglês de acoplamento. 1) pino balanceador, 2) registro inferior (fixo), 3) saltador com "perna de cão" 4) saltadores, S) tecla superior, I) tecla inferior. Quando pressionada, a tecla superior levanta o saltador tipo "perna de cão" (saltador A). A tecla inferior levanta os três saltadores A, B e C.

## Variações
Embora os termos utilizados para denotar os vários membros da família estejam hoje praticamente padronizados, nos dias do apogeu do cravo este não era o caso.

### Cravo (Clavecino / Clavicêmbalo moderno)
Atualmente, cravo pode designar todos os elementos que compõem a família do instrumento ou, mais especificamente, o instrumento no formato de um piano de cauda como uma caixa de forma quase triangular acomodando à esquerda cordas longas para o baixo e, à direita, cordas curtas soprano à direita; Caracteristicamente tem um perfil mais alongado do que o do piano de cauda e o lado em curva com maior raio de curvatura (bentside). Estes instrumentos maiores e mais ricos tem o nome específico de clavecino (ainda que seja um termo generalista na França) ou Clavicêmbalo - termo mais popular nos países germânicos (ironicamente este era o nome do cravo mais antigo, muito menor e rudimentar).
Um cravo pode ter de uma a três - e algumas vezes até mesmo mais, cordas por nota. Normalmente, uma está afinada a quatro pés, isto é uma oitava acima do fundamental. Quando existem dois coros de oito pés, um deles tem seu ponto de vibração próximo ao cavalete criando uma tonalidade mais "nasal", enfatizando os harmônicos superiores.
Manuais simples ou teclados, são comuns, especialmente nos cravos italianos. Manuais duplos, que permitem maior controle sobre que cordas são beliscadas são encontrados em instrumentos mais elaborados. Há uns poucos exemplos de manuais triplos em cravos alemães.

### Virginais

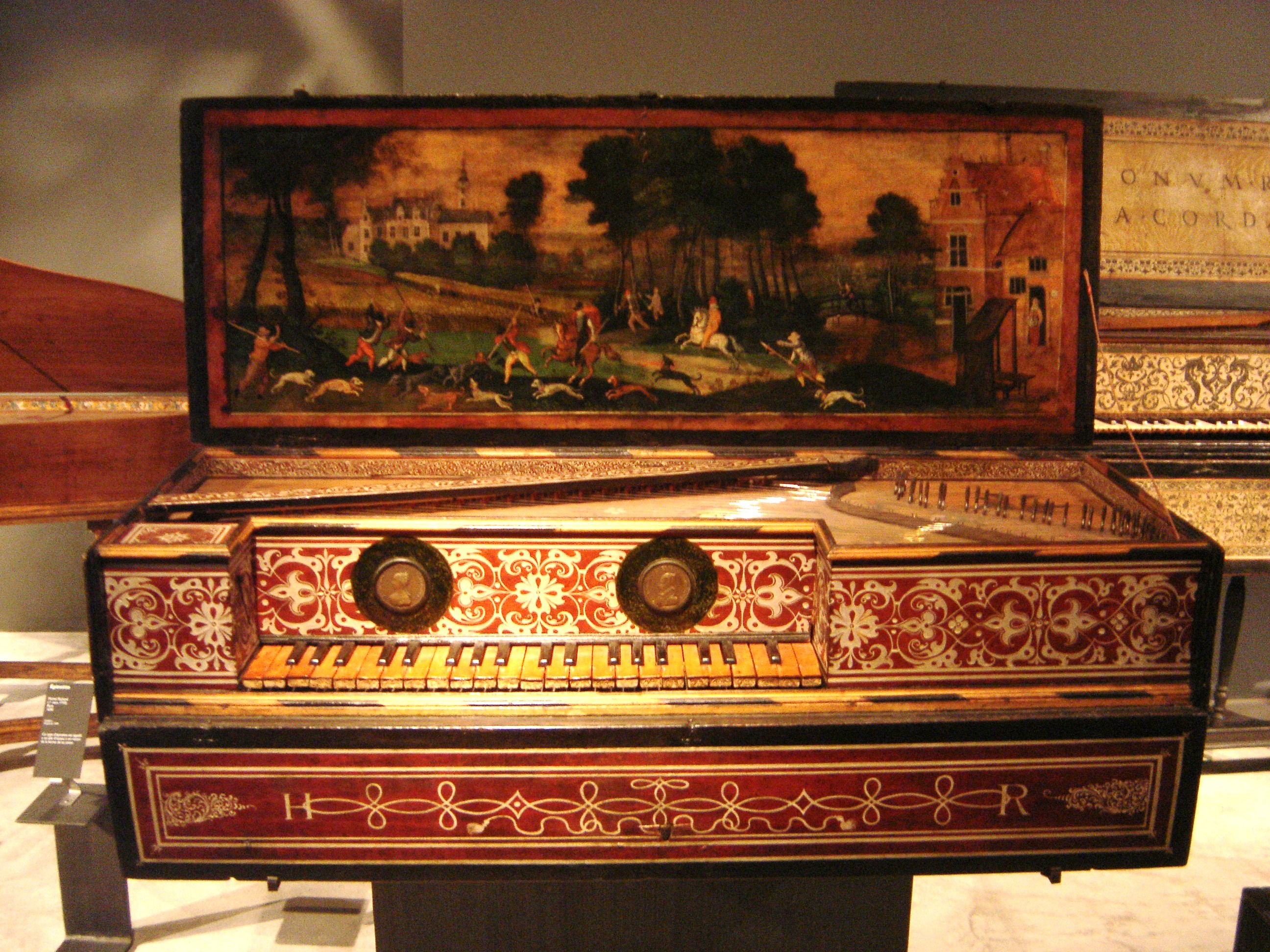
Virginal flamengo (Paris, Musée de la Musique)

O virginal ou virginals é um cravo pequeno de forma retangular (que se parece  com um clavicórdio (ver também clavicórdio - em inglês), com apenas uma corda para cada nota fixada paralelamente ao teclado no lado comprido da caixa. Identificado com esse nome por volta de 1460, era tocado sobre o colo ou, mais comumente colocado sobre uma mesa. embora o nome venha da mesma raiz que o adjetivo "virginal" a razão para lhe ter sido dado este nome é obscura. Observe-se que no Período elisabetano era utilizado para designar qualquer tipo de cravo  não, como acontece hoje, apenas os virginais. Portanto, as obras primas de William Byrd e seus contemporâneos foram tocadas freqüentemente num cravo, no estilo italiano e não nos instrumentos que hoje chamamos de virginais. Os virginais são descritos como espineta virginal (o tipo comum)  ou virginal muselar.

#### Espineta Virginal
Na espineta virginal o teclado é colocado do lado esquerdo e as cordas são beliscadas numa das extremidades, como nos demais membros da família cravo. Este é o arranjo mais comum e um instrumento descrito simplesmente como um "virginal" é uma espineta virginal.

#### Virginais Muselares
Num virginal muselar (em flamengo, muselaar), o teclado é colocado á direita ou no meio da caixa, de modo que as cordas são beliscadas no centro de seu comprimento sonoro. Isto produz um som quente e rico, mas a um preço, o funcionamento para a mão esquerda é colocado no meio da placa de som do instrumento, resultando que qualquer ruído originário deste tipo de funcionamento é amplificado. Um comentarista do século XVIII  disse que os muselares "grunhem nos baixos como leitões". Em adição ao ruído mecânico, o ponto de vibração no baixo torna a repetição  difícil porque o movimento da corda, que ainda permanece vibrando, interfere com a habilidade do plectro conectar novamente. Portanto o muselar é mais apropriado para música com acordes e melodias sem partes complexas para a mão esquerda.
Os muselares foram populares nos séculos XVI e XVII mas caíram em desuso no século XVIII.

### Espineta
Finalmente, um cravo com o conjunto de cordas inclinado de um ângulo (geralmente cerca de 30º) em relação ao teclado é chamado espineta. Neste instrumentos as cordas estão muito próximas para se colocar os saltadores entre elas do modo normal, em vez disso, as cordas são dispostas aos pares e os saltadores são colocados no espaço maior entre os pares de cordas e são instalados com suas faces voltadas para direções opostas, beliscando as cordas adjacentes a esse espaço. A palavra harpsichord do inglês veio de Arpicordo, o nome original para a espineta na região italiana.

### Clavicítero
Um clavicítero é um cravo que é montado verticalmente. Foram construídos poucos exemplares. O mesmo conceito de economia de espaço foi posteriormente incorporado ao piano vertical. Seu funcionamento na vertical foi possibilitado, modificando-se a forma dos saltadores para um corpo curvo, como um setor circular de 45º (um quarto de círculo). Suas cordas podiam ser ou metálicas, ou de tripa. Um modelo do século XV pode, por exemplo, ser encontrado  no Royal College of Music en Londres). O clavicítero foi utilizado até o século XVIII.

### Variações
Para um instrumento que foi produzido em larga escala ao longo de três séculos, não surpreende que exista um grande número de variantes entre os cravos.
Em adição às formas variadas e as diferentes disposições ou registros que podem ser adaptados ao cravo, como foi visto anteriormente, a gama de variações é muito grande.
Geralmente, os cravos mais antigos têm uma extensão menor e os modelos posteriores têm uma extensão maior, embora possa haver exceções.
Em geral, os cravos maiores têm uma extensão acima de cinco oitavas e os menores, uma extensão abaixo de quatro oitavas. Usualmente, estende-se os menores teclados usando a técnica da "pequena oitava".
No século XVI, foram construídos vários cravos com os teclados bastante modificados, como o arquicímbalo, para acomodar sistemas variados de afinação demandados pelas práticas composicionais e experimentação teórica.

## Música para o cravo

### Histórico
A primeira música escrita especificamente para solo de cravo foi publicada em meados do século XVI. Compositores que escreveram solos de cravo foram bastante numerosos  durante todo o período Barroco na Itália, Alemanha, Portugal, Espanha, Inglaterra e França.  Os gêneros favoritos para o solo de cravo incluem  as suites de danças a fantasia e a fuga. Além das obras solo, o cravo foi largamente utilizado para acompanhamento no estilo de baixo contínuo  (uma função mantida na ópera mesmo no século XIX). No século XIX o cravo foi considerado como tendo vantagens e desvantagens com relação ao piano.
Durante o século XIX o cravo foi ignorado pelos compositores tendo sido suplantado pelo piano. No século XX, entretanto, graças aos esforços e pioneirismo de Wanda Landowska, o crescente interesse em música antiga e a busca dos compositores por novos sons, mais uma vez passou-se a se escrever novamente obras para o cravo. Concertos para o instrumento foram escritos por Francis Poulenc (o Concert champêtre, 1927-28), Manuel de Falla  e mais tarde por Henryk Górecki, Philip Glass e Roberto Carnevale. Bohuslav Martinů escreveu um concerto e uma sonata para ele e o Double Concerto  de Elliott Carter é para cravo, piano e duas orquestras de câmara. Na música de câmara, György Ligeti escreveu um pequeno número de peças solo para o instrumento, incluindo o  "Continuum" enquanto que "Les Citations" (1991)  de Henri Dutilleux é uma composição para cravo, oboé, contrabaixo e percussão. Ambos Dmitri Shostakovich em Hamlet (1964) e Alfred Schnittke (Symphonia No. 8, 1998) utilizaram o cravo como parte da textura orquestral. Mais recentemente, o cravista Hendrik Bouman compôs, no estilo dos séculos XVII e XVIII, 75 peças, das quais 37 foram composições para solo de cravo, duas são concertos para cravo, duas composições tinham o cravo obbligato  e 36 composições incluíam o cravo como baixo contínuo em sua música de câmara e música orquestral.

### Música popular
Como no caso da maioria dos instrumentos da música clássica, o cravo tem sido adaptado às obras populares. O número de tais usos é enorme; para uma lista parcial ver O cravo na cultura popular